# Toussaint-Alphonse-Marie de Sinéty
Toussaint-Alphonse-Marie de Sinéty, mort le 3 mars 1828 à Marseille, est un prélat français.
Il est le troisième fils de Jean-Baptiste-Ignace-Elzéar de Sinety de Puylon (1703-1779) et de Victoire d'Escalis, et le frère d'André-Louis-Esprit de Sinéty de Puylon.

## Biographie
Aumônier du comte d'Artois, il est nommé abbé commendataire de Fontdouce en février 1779 et prieur de Bouteville en 1786.
Il est vicaire général et chanoine du chapitre noble de Metz en 1775.
Il émigre en Italie, puis rentre en France sous la Restauration. Il retrouve alors ses fonctions de premier aumônier du comte d'Artois. 
En 1817, il est nommé par le roi évêque de Gap, mais refuse la fonction. Il est ensuite nommé chanoine honoraire du chapitre royal de Saint-Denis et du chapitre d'Aix.